# Las mujeres de César
Las mujeres de César (en inglés, Caesar's Women) es una novela histórica de la escritora australiana Colleen McCullough. Es la cuarta de la serie Masters of Rome.

## Argumento
La novela se ambienta durante un intervalo de diez años, desde el 68 hasta el 58 a. C., que Julio César pasó principalmente en Roma, trepando por la escalera política y superando a sus muchos enemigos. Se abre con César regresando temprano de su cargo de cuestor en España, y cierra con su histórica marcha a las campañas de la Galia.
Algunos momentos trascendentes incluyen el matrimonio de César con Pompeya; su edilidad curul; su elección por margen estrecho como Pontífice Máximo en 63 a. C.; su pretoría en 62 a. C.; su divorcio de Pompeya; su cargo de gobernador de la Hispania Ulterior; la primera vez que es saludado como imperator en el campo por sus tropas, cómo Marco Porcio Catón consiguió impedir que celebrase un triunfo; la creación del Primer triunvirato, que César formó con Marco Licinio Craso y Cneo Pompeyo Magno en el año 60 a. C.; el compromiso de su hija Julia con Pompeyo; su matrimonio con Calpurnia; y su primer consulado, en 59 a. C. 
Como refleja el título, entran en escena el divorcio de César y su matrimonio, lo mismo que el de su hija, su largo affair con Servilia y su estrecha relación con su madre, Aurelia. Sin embargo, la mayor parte del argumento se relaciona con las luchas políticas de César para hacerse con el poder, su conflicto con la facción conservadora, los 'boni', y su elección para cada puesto en la carrera de gobierno.

## Algunas familias famosas del final de la República Romana
- Datos: Q3828682